# Pheidologeton volsellata
Pheidologeton volsellata är en myrart som beskrevs av Santschi 1937. Pheidologeton volsellata ingår i släktet Pheidologeton och familjen myror. Inga underarter finns listade i Catalogue of Life.